# Charles-François Rémond
Pour les articles homonymes, voir Rémond.
Charles François Rémond dit Remonda, né le 2 novembre 1761 à Comologno (Suisse), mort le 24 juin 1843 à Paris, est un général suisse naturalisé français du Premier Empire.

## Biographie
Il entre en service en 1789, dans la Garde nationale et le 25 août 1792, il devient capitaine dans le 1er bataillon de volontaires du Cher. Il sert de 1792 à 1794, dans l’armée de la Moselle, et le 5 avril 1794, il rejoint la 132e demi-brigade d’infanterie. Affecté à l’armée de Sambre-et-Meuse fin 1794, il passe à la 108e demi-brigade d’infanterie de ligne le 4 mai 1796, puis il est envoyé à l’armée d’Helvétie en 1798. Il est promu chef de bataillon le 3 août 1800, et major au 34e régiment d’infanterie de ligne le 3 novembre 1803. Il est fait chevalier de la Légion d’honneur le 25 mars 1804 et en 1805, il fait partie de la garnison de Mayence.
En 1806 et 1807, il participe à la campagne de Prusse et de Pologne et il est nommé colonel le 31 décembre 1806, au 34e régiment d’infanterie de ligne. De 1808 à 1813, il sert à l’armée d’Espagne et il est créé baron de l’Empire le 18 mars 1808. Il est élevé au grade d’officier de la Légion d’honneur le 10 mars 1809 et il passe commandeur de l’ordre le 17 décembre suivant. Il est promu général de brigade le 6 août 1811, et il commande la 2e brigade de la 7e division d’infanterie de l’armée du Portugal. Il est blessé le 11 avril 1812, à la bataille de Villagarcia, et le 16 juillet 1813, il prend le commandement de la 2e brigade de la 6e division d’infanterie de l’armée d’Espagne. En février 1814, il commande la Garde nationale à Lyon. Il participe le 11 mars à la bataille de Mâcon.
Pendant la Première Restauration, le roi Louis XVIII, le fait chevalier de Saint-Louis le 24 août 1814, et il est mis en non-activité le 1er octobre 1814. Lors des Cent-Jours, il est placé à la tête des départements de la Vienne et de l'Indre le 26 mars 1815, et il passe une nouvelle fois en congé de non-activité le 21 août 1815. Il est naturalisé français le 21 janvier 1818, avant d'être admis à la retraite le 1er janvier 1825.
Il meurt le 24 juin 1843, à Paris.

## Dotations
- Le 17 mars 1808, donataire d’une rente de 4 000 francs en Westphalie.

## Armoiries
| Figure | Nom du baron et blasonnement |
| ------ | --- |
|        | Armes du baron Charles-François Rémond et de l'Empire, décret du 19 mars 1808, lettres patentes du 18 mars 1809, commandeur de la Légion d'honneur Coupé, le premier parti d'azur au chevron d'or accompagné en chef de deux étoiles d'argent, en pointe d'une grenade de même, enflammée de gueules ; et de gueules au signe des barons tirés de l'armée ; le deuxième d'or au lion rampant de gueules armé d'une épée d'azur posée en barre - Livrées : les couleurs de l'écu. |

## Sources
- (en) « Generals Who Served in the French Army during the Period 1789 - 1814: Eberle to Exelmans »
- Thierry Pouliquen, « Les généraux français et étrangers ayant servis [sic] dans la Grande Armée » (consulté le 6 novembre 2014)
- « La noblesse d’Empire » (consulté le 6 novembre 2014)
- « Cote LH/2290/35 », base Léonore, ministère français de la Culture
- (pl) « Napoléon.org.pl »
- Vicomte Révérend, Armorial du premier empire, tome 4, Honoré Champion, libraire, Paris, 1897, p. 128.
- Daniela Pauli Falconi, « Remonda, Carlo Francesco » dans le Dictionnaire historique de la Suisse en ligne, version du 8 novembre 2011..
- Georges Six, Dictionnaire biographique des généraux & amiraux français de la Révolution et de l'Empire (1792-1814), Paris : Librairie G. Saffroy, 1934, 2 vol., p. 355